# Matchbox 20
 (février 2021).
- Si vous ne connaissez pas le sujet, laissez ce bandeau (vous pouvez alors contacter les auteurs).
- Si vous supprimez le contenu mis en cause (vous pouvez préalablement contacter les auteurs),

argumentez précisément cette suppression dans la page de discussion
(un manque de référence n'est pas un argument ; une recherche réelle de référence doit avoir été effectuée, être formellement documentée).
 (octobre 2017).
Si vous disposez d'ouvrages ou d'articles de référence ou si vous connaissez des sites web de qualité traitant du thème abordé ici, merci de compléter l'article en donnant les références utiles à sa vérifiabilité et en les liant à la section « Notes et références ».

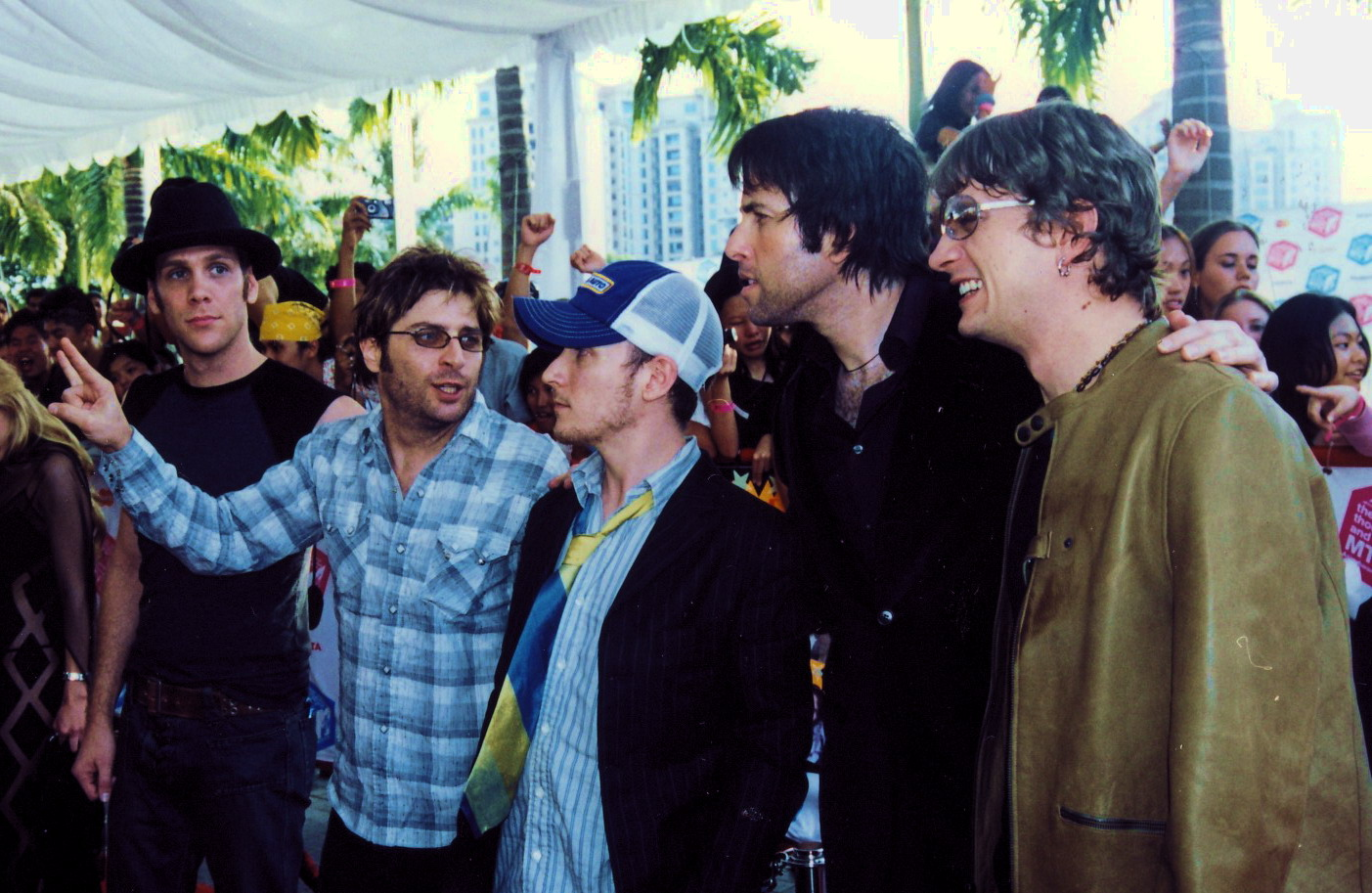
Matchbox Twenty en 2003.

Matchbox Twenty (auparavant Matchbox 20) est un groupe de rock américain originaire d'Orlando en Floride et qui a vendu plus de 39 millions d'albums dans le monde[réf. nécessaire]. 
Les membres actuels sont Rob Thomas (chant, piano), Kyle Cook (guitare), Paul Doucette (batterie) et Brian Yale (basse) ; Adam Gaynor (guitare rythmique) a quitté le groupe en 2005. 

## Histoire
Thomas, Yale et Doucette jouaient dans un groupe local Tabitha's secret. Le producteur Matt Serletic, alors à Orlando, entend parler du groupe et se montre très intéressé par la voix et les compositions de Rob Thomas, mais le contrat qu'il propose ne convient pas aux deux guitaristes. Rob, Paul et Brian décident alors de quitter le groupe et de former le groupe Matchbox Twenty, rejoint par les guitaristes Kyle Cook et Adam Gaynor.
Matchbox 20 sort son premier album, Yourself or Someone Like You, en octobre 1996. Alors que le premier single Long Day connait un succès limité, c'est le deuxième single Push qui va propulser le groupe sur le devant de la scène sur fond de polémique avec des associations féministes. Suivent les singles 3 am (chanson la plus diffusée en 1998 aux États-Unis), Real World, Back 2 Good et même un 6e single pour l'Australie, Girl Like That. L'album deviendra disque de diamant aux États-Unis avec 12 millions d'exemplaires vendus, grâce au succès de ces hits radios, mais également à la collaboration fructueuse avec Santana (composition et chant) sur le tube Smooth pour lequel Rob Thomas récoltera trois Grammy Awards. L'album Yosly atteindra également la 5e place du Billboard 200.[Quoi ?][réf. nécessaire]
En mai 2000, Matchbox 20 devenu Matchbox Twenty sort son deuxième album, Mad Season. Le premier single Bent atteint la première place du Billboard Hot 100 et l'album la 3e place du Billboard 200. La ballade If You're Gone connaîtra également un grand succès atteignant la 5e place du Hot 100. Le titre Mad Season sera également un hit radio. Les singles suivants Angry et Last Beautiful Girl connaîtront un succès limité. L'album Mad Season est certifié en 2001, 4 fois disque de platine (4 millions d'albums vendus) et sélectionné aux Grammy Awards pour meilleur album rock, imité par la chanson Bent pour meilleure chanson rock.
Pour leur 3e album sorti en novembre 2002, More Than You Think You Are, les autres membres participent à l'écriture de l'album. Le premier single Disease, écrit à l'origine par Rob Thomas pour l'album de Mick Jagger[Lequel ?], rencontre un accueil mitigé, malgré un son disco rock incisif. Un son rock & roll organique que l'on retrouve tout au long de l'album, par opposition au son pop surproduit de l'album précédent. Le salut viendra de la ballade, Unwell, qui provoque un raz de marée sur les ondes radios américaines, finissant deuxième chanson la plus diffusé aux États-Unis en 2003, tous formats confondus. Cette ballade est sélectionnée aux Grammy Awards dans la catégorie meilleure chanson pop. Pour les deux derniers singles de l'album, Brights Lights et Downfall, le groupe a choisi des clips vidéos live de leur concert pour montrer la qualité de ses prestations scéniques.
En 2004, le groupe sort un double DVD de concert, Show: A Night in the Life of Matchbox Twenty, incluant vingt chansons et tous leurs hits radios.
En février 2005, le guitariste rythmique quitte le groupe pendant la pause décidée par le groupe pour se consacrer à leurs projets solos. Rob Thomas sort un album solo …Something to Be incluant le hit radio Lonely No More. L'album se classe d'entrée à la première place du Billboard 200.
Début 2006, Rob Thomas a déclaré que si tout se passe bien, le groupe devrait se retrouver en automne pour enregistrer son quatrième album.
Au cours de cette déjà longue carrière, le groupe a battu un certain nombre de records comme celui du nombre de semaines cumulées passé en tête des deux classements phares américains Adult Top 40 et Modern Hot AC. Il a également remporté 11 Billboard Music Awards[réf. nécessaire].

## Discographie

### Albums studio
- 1996 - Yourself or Someone Like You
- 2000 - Mad Season
- 2002 - More Than You Think You Are
- 2012 - North
- 2023 - Where the Light Goes

### Compilations
- 2007 - Exile on Mainstream

### Singles
| Year | Song                | U.S. Hot 100 | U.S. Modern Rock | U.S. Mainstream Rock | U.S. Adult Top 40 | U.S. Top 40 Mainstream | U.S. Pop 100 | UK  | AUS | NZ | Album                        |
| ---- | ------------------- | ------------ | ---------------- | -------------------- | ----------------- | ---------------------- | ------------ | --- | --- | -- | ---------------------------- |
| 1996 | Long Day            | -            | -                | 8                    | -                 | -                      | -            | -   | 83  | -  | Yourself or Someone Like You |
| 1997 | Push                | -            | 1                | 4                    | 6                 | 3                      | -            | 38  | 8   | -  | Yourself or Someone Like You |
| 1997 | 3 A.M.              | -            | 3                | 2                    | 1                 | 2                      | -            | 64  | 31  | -  | Yourself or Someone Like You |
| 1998 | Real World          | 38           | 13               | 17                   | 3                 | 4                      | -            | 119 | 40  | -  | Yourself or Someone Like You |
| 1998 | Back 2 Good         | 24           | -                | -                    | 4                 | 8                      | -            | -   | -   | -  | Yourself or Someone Like You |
| 1998 | Girl Like That      | -            | -                | -                    | -                 | -                      | -            | -   | -   | -  | Yourself or Someone Like You |
| 2000 | Bent                | 1            | 16               | 24                   | 1                 | 1                      | -            | -   | 19  | 20 | Mad Season                   |
| 2000 | If You're Gone      | 5            | -                | -                    | 1                 | 4                      | -            | 50  | 18  | 12 | Mad Season                   |
| 2001 | Mad Season          | 48           | -                | -                    | -                 | 20                     | -            | 76  | 42  | 34 | Mad Season                   |
| 2001 | Angry               | -            | -                | -                    | 5                 | -                      | -            | -   | -   | -  | Mad Season                   |
| 2001 | Last Beautiful Girl | -            | -                | -                    | 20                | -                      | -            | 96  | -   | -  | Mad Season                   |
| 2002 | Disease             | 29           | -                | -                    | 4                 | 21                     | -            | 50  | 31  | -  | More Than You Think You Are  |
| 2003 | Unwell              | 5            | -                | -                    | 1                 | 3                      | -            | 83  | 12  | 8  | More Than You Think You Are  |
| 2004 | Bright Lights       | 23           | -                | -                    | 2                 | 15                     | -            | -   | 26  | 48 | More Than You Think You Are  |
| 2004 | Downfall            | -            | -                | -                    | 27                | -                      | -            | -   | -   | -  | More Than You Think You Are  |
| 2004 | All I Need          | -            | -                | -                    | -                 | -                      | -            | -   | 32  | -  | More Than You Think You Are  |
| 2007 | How Far We've Come  | 11           | -                | -                    | 3                 | 14                     | 13           | 157 | 7   | 11 | Exile on Mainstream          |
| 2008 | All Your Reasons    | -            | -                | -                    | -                 | -                      | -            | -   | 34  | -  | Exile on Mainstream          |
| 2008 | These Hard Times    | -            | -                | -                    | 7                 | 40                     | 92           | -   | -   | -  | Exile on Mainstream          |